# Pristimantis zoilae
Pristimantis zoilae är en groddjursart som först beskrevs av Jonh Jairo Mueses-Cisneros 2007.  Pristimantis zoilae ingår i släktet Pristimantis och familjen Strabomantidae. IUCN kategoriserar arten globalt som otillräckligt studerad. Inga underarter finns listade i Catalogue of Life.